# Graf Nulin
Graf Nulin (russisch Граф Нулин) ist eine Parodie in Reimform von Alexander Sergejewitsch Puschkin.

## Inhalt
Der Ehemann der Natalja Pawlowna (Natascha) reitet eines Morgens zur Jagd aus, während sie selbst auf dem Gutshof zurückbleibt. Lustlos und ermüdet geht sie ihren Tag an, als Graf Nulin (den sie vorher nicht kennt) auf dem Weg vorbei an ihrem Haus einen Kutschenunfall erleidet. Er kommt gerade aus Paris, das er wegen Geldschulden verlassen musste. Dennoch beabsichtigt er seinen aufwändigen Lebensstil in St. Petersburg fortzuführen. Er wird darauf eingeladen, die Nacht auf dem Gutshof zu verbringen. Beim Abendessen unterhalten sich beide über das Pariser Gesellschaftsleben. Nulin ist bewandert in allem Klatsch und Moden. Seine Ausdrucksweise ist dabei äußerst geziert. Natascha wiederum gibt sich trotz ihres nicht ganz jugendlichen Alters schwärmerisch, was ihn ganz verliebt macht.
Nach dem Zubettgehen überdenkt Nulin den Abend nochmals und kommt zum Schluss, die (tatsächlich) allzu kokette Natascha sei für eine Affäre zu haben. So schleicht er sich wie ein Kater in ihr Zimmer. Die zunächst verschreckte Frau gibt ihm nach kurzer Besinnung eine Ohrfeige. Enttäuscht zieht Nulin wieder ab. Am nächsten morgen frühstücken Gast (peinlich berührt und in Sorge) und Gastgeberin (erneut kokett und guter Dinge) wieder zusammen, als sei nichts passiert. Auch als der Ehemann von der Jagd zurückkehrt (geschossen hat er nur einen Hasen, was er stolz erzählt), fällt kein Wort. Daraufhin reist Graf Nulin (zu deutsch: Graf Null) eiligst und erleichtert in der reparierten Kutsche wieder ab. Natascha berichtet ihrem gehörnten Ehemann umgehend von dem Vorfall und lässt ihn Nulin verfolgen. 
Die Handlung schließt damit, dass der 23-jährige Nachbar Lidin (dem Leser unbekannt) – im Gegensatz zum Ehemann – gut lachen hat.
Zum Schluss wird die Treue der Frauen gelobt, die heutzutage immer noch zu finden sei. Dies ist der Clou der Geschichte. Natascha hält zwar nicht ihrem Ehemann, wohl aber ihrem jungen Liebhaber Lidin die Treue. Den möchte sie keinesfalls gegen den – zwar sehr modischen, aber ältlich und lächerlich wirkenden – Grafen tauschen.

## Intertextualität
Der Stoff der Lucretia-Tragödie schimmert nur entfernt durch. Der Text weicht erheblich von der Vorlage ab. Auch erfüllen die Figuren eben nicht die erwartete Funktion. Denn obwohl Graf Nulin vom Autor in die Nähe Tarquins gerückt wird (Nulin soll „Tarquins feurige[r] Genosse[…]“ sein) und Natascha in die der Lucretia („so zu Lucretia zieht ein neuer Tarquinius auf Abenteuer“), stellt sich früh heraus, dass beide dem Rollenschema nicht gerecht werden können. Die Dramatik mündet in der Ohrfeige, -statt in einer Vergewaltigung. 
Nicht nur scheitert Nulin am Versuch der „Verführung“, er weckt zudem den ganzen Hof. Es ist fraglich, inwieweit man von einer expliziten Lucretia-Parodie sprechen kann, denn zur Zeit der Niederschrift war der Stoff in Russland weitgehend unbekannt.